# Extensions de cils
« Faux cil » redirige ici. Pour les articles homophones, voir Fossil et Fossile.
 (juillet 2015).
 (mai 2014).
 (mai 2014).
- Si vous ne connaissez pas le sujet, laissez ce bandeau (vous pouvez alors contacter les auteurs).
- Si vous supprimez le contenu mis en cause (vous pouvez préalablement contacter les auteurs),

argumentez précisément cette suppression dans la page de discussion
(un manque de référence n'est pas un argument ; une recherche réelle de référence doit avoir été effectuée, être formellement documentée).
Les extensions de cils peuvent être du cil à cil (un cil synthétique collé sur un cil naturel) ou en volume ( à partir de 2 cils synthétique collé sur un cil naturel). Ce soin a pour but d'allonger, de donner du volume au cil naturel et embellir l'œil de la personne en prenant compte de la forme de son visage. Les cils sont en fibre de soie ou en micro fibre (les extensions en plastique n'existent plus chez les fournisseurs agréés).
Il existe plusieurs prestations d'extensions de cils : pose complète, pose aux ⅔, pose aux coins externes et la retouche.
La colle utilisée pour les extensions de cils doit avoir obtenu une autorisation de mise sur le marché européen.
Les extensions tombent avec le cil naturel selon le cycle naturel de repousse des cils (entre 45 et 90 jours). Une nouvelle extension peut alors être posée tout en respectant le cil naissant.
Elles peuvent être posées pour le quotidien ou bien à l'occasion de mariage, de fêtes de famille ou autres.
Les remplissages durent de 30 à 40 minutes mais cela peut être plus long car toute personne a une pilosité plus ou moins importante.

## Histoire

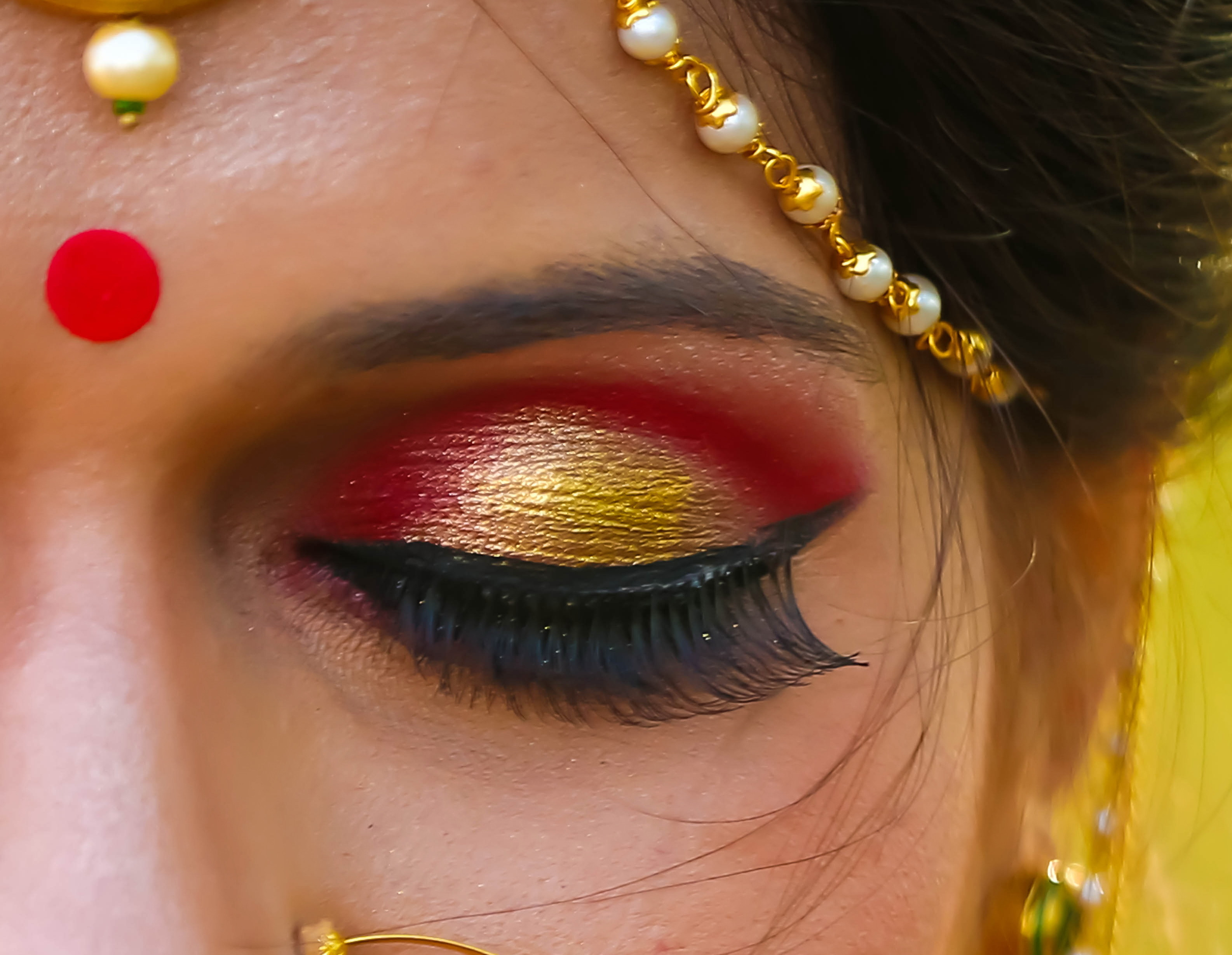
Une mariée portant des faux cils

En 1882, Henry Labouchère du journal britannique Truth rapportait que "les Parisiens ont découvert comment fabriquer des faux cils" en faisant coudre des cheveux sur les paupières. Un rapport similaire est apparu dans l'édition du 6 juillet 1899 de The Dundee Courier qui décrivait la méthode douloureuse pour allonger les cils. Le titre se traduit par "Des yeux irrésistibles peuvent être obtenus en transplantant des cheveux". L'article expliquait comment la procédure permettait d'obtenir des cils plus longs en cousant des cheveux du cuir chevelu dans les paupières.
En 1902, Karl Nessler, un spécialiste allemand du cheveu et inventeur renommé, a breveté "Une nouvelle ou meilleure méthode de et moyens pour la fabrication de sourcils artificiels, de cils et similaires" au Royaume-Uni. Dès 1903, il commença à vendre des faux cils dans son salon de Londres situé sur Great Castle Street,. Il utilisa les profits de ses ventes pour financer sa prochaine invention, la machine à permanent (perm),. En 1911, une Canadienne nommée Anna Taylor a breveté les faux cils aux États-Unis. Les faux cils de Taylor étaient composés d'une bande de tissu en forme de croissant sur laquelle étaient placés de petits morceaux de cheveux. Un autre inventeur notable de faux cils est Maksymilian Faktorowicz, un gourou de la beauté polonais et homme d'affaires, qui a fondé l'entreprise Max Factor,.

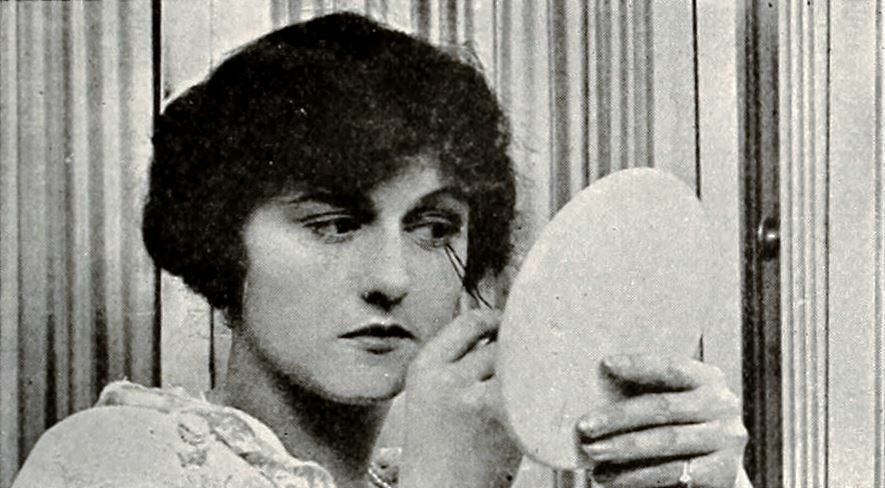
Peggy Hyland applique des faux cils dans Film Fun (1917)

En 1916, pendant la réalisation de son film Intolérance, le réalisateur D. W. Griffith voulait que l'actrice Seena Owen ait des cils "qui brossaient ses joues, pour que ses yeux brillent plus que la vie". Les faux cils, qui étaient faits de cheveux humains, étaient tissés par un fabricant de perruques local. Les cils étaient collés avec de la gum spirit. Un jour, Owen s'est présentée avec les yeux presque fermés à cause de l'enflure, a écrit sa co-star Lillian Gish dans ses mémoires.
Dans les années 1930, les faux cils devenaient de plus en plus courants. Ils étaient présentés dans le magazine Vogue. Les faux cils étaient souvent portés par les actrices et les femmes d'affaires. Cependant, ils étaient critiqués par certains comme un moyen d'imiter l'apparence des autres et de se conformer aux normes de beauté irréalistes. En 1938, le Ladies Home Journal rapportait que "le port de faux cils pour simplement renforcer la beauté naturelle de l'œil est une mode démodée."

## Méthode
La première prestation dure entre 1h30 et 2 h suivant la technique choisie. La cliente est installée sur un lit d'esthétique, elle ferme les yeux.
La poseuse de cils place des patchs ainsi que des bandes adhésives sur les paupières inférieures, afin d'éviter que les cils du haut viennent se mélanger avec les cils du bas, mais également sur les paupières du dessus afin que la cliente conserve par sécurité les yeux bien fermés pendant toute la durée de la prestation.
La poseuse, munie de deux pinces (l'une courbe, l'autre droite), trempe les extensions une à une (entre 40 et 100 extensions par œil) dans la colle, puis les pose sur les cils naturels.

## Autres méthodes
Les extensions de cils ne doivent pas être confondues avec les faux-cils, qui sont des franges vendues au grand public ; celles-ci sont temporaires et doivent être enlevées quotidiennement.

## Contre-indications
- Personnes souffrant de dermatite
- Chirurgie aux yeux depuis moins de 3 mois (laser, glaucome, cataracte)
- Conjonctivite
- Chimiothérapie (cils en cours de repousse)
- Alopécie
- Confusion avec l'effet faux-cils.
- Prévenir la technicienne de tout problème médical.